# Ярошенко (повість)
«Ярошенко» — повість Осипа Маковея, у якій відтворені найяскравіші епізоди Хотинської війни 1620-1621 років. Уперше надрукована в 1905.
Належить до жанру історичної белетристики. Замислений «для старшої молодіжі», тобто, за сучасними визначеннями — для учнів старших класів. Уперше надрукована в 1905 в часописі «Руслан», що виходив у Львові. У тому ж році видано книжкою. 
Друге видання вийшло у Києві 1919, далі — у Львові 1926, знову у Києві 1929. Відгук на книгу дав Іван Франко в огляді «Руська література 1904–1908», вказавши, що Осип Маковей у «Микулі Ярошенку» дав нам на підставі студій над джерелами зворушливу картину боротьби між турками, поляками і козаками у році 1621».
1907 року в газеті «Діло» Осип Маковей писав: «Ся війна описана майже день по дневі в різних пам'ятках і студіях. Усе це я уважно прочитав, а крім того, їздив ще в Бессарабію над Прут та над Дністер і в Кам'янець-Подільський подивитися на терен війни. Се дало основу повісті, і сю основу я міг лише у дрібничках змінити». Серед першоджерел, які використав Маковей у роботі над повістю, одне з найголовніших місць належить «Історії Хотинського походу» (1646) Якова Собеського — безпосереднього учасника Хотинської війни, одного з комісарів польської армії. 